# Collar de japor
El collar de japor es un fragmento de madera de japor que Anakin Skywalker talló para Padmé Amidala, de la que se había encaprichado en Tatooine, poco antes de la Batalla de Naboo en La Amenaza Fantasma. Fue un regalo para que le trajese buena suerte y para que se acordase de él una vez se hubiese ido a la Orden Jedi. Tras la muerte de Padmé y la caída de Anakin al lado oscuro, el fragmento de japor adornó el cuerpo de Amidala durante su funeral en Naboo en La Venganza de los Sith.
- Datos: Q5685257